# Milton Buzetto
Milton Buzetto (Piracicaba, 14 de novembro de 1937 — Piracicaba, 17 de setembro de 2018) foi um treinador e futebolista brasileiro.

## Biografia
De ascendência italiana, filho do Sr. Francisco Buzetto e da Sra. Elídia Bovi Buzetto, Milton Buzetto nasceu na cidade de Piracicaba, interior paulista, e antes de ingressar no futebol trabalhou junto ao seu pai, dono de uma lenhadora próxima ao Centro da cidade, conhecida popularmente como “Lenhadora do Francisco”. Era casado com Maria Bárbara de Aguiar Buzetto e tinha um único filho, Milton Alek de Aguiar Buzetto.

## Jogador
Milton Buzetto apareceu no futebol como zagueiro central. Após atuar em equipes do futebol amador de Piracicaba, Buzetto foi para para a capital atuar no juvenil do Palmeiras, após um convite do Sr. Idílio Gianetti (que também levou José João Altafini, o famoso "Mazzola", para atuar na equipe alviverde). No total foram 41 jogos, sendo 13 vitórias, 13 empates e 15 derrotas.
De técnica razoável, boa impulsão e marcação forte, em 1959, o então zagueiro foi emprestado ao Noroeste e ficou parte de 1960 no Bragantino.
Contratado pelo Juventus em 1960, Milton Buzetto jogou no time da Rua Javari até o final do ano de 1969, quando deixou os gramados e passou a trabalhar como membro da comissão técnica. 

## Treinador
Assumiu o comando técnico do time grená em 1971. Sua estreia como técnico foi com vitória, 1 a 0 contra o Corinthians, de Roberto Rivellino.
Como treinador, Buzetto, se tornou ainda mais ídolo do clube. Conquistou a torcida grená graças aos longos anos de dedicação ao clube da Mooca. No total foram 17 anos de Juventus: 10 anos como zagueiro (nos anos 60) e 7 anos como treinador (nos anos 70).
O Juventus treinado pelo Buzetto era conhecido pela "irritante" retranca, e por roubar pontos dos times considerados grandes do Futebol Paulista (Corinthians, Palmeiras, Santos FC e São Paulo FC).
O "Rei da retranca" (como era chamado pela imprensa paulista) começou a sua carreira de treinador aos 34 anos (no Juventus) e permaneceu no comando juventino até 1975, quando o então presidente do Corinthians, Vicente Matheus, demonstrou interesse pelo seu trabalho, e lhe propôs uma reunião em sua casa no bairro do Tatuapé, em São Paulo.
O trabalho desenvolvido por Buzetto e Roberto Brida no Corinthians atravessou altos e baixos. Respeitado pela maioria dos jogadores, Buzetto chegou a brigar por salários melhores quando a situação beirava o crítico (justamente na época em que o Corinthians vivia uma grande crise, graças aos longos anos sem conquistar títulos).
Ao todo, o Buzetto esteve frente do clube alvinegro em 62 oportunidades no Campeonato Brasileiro e Campeonato Paulista, conquistando 30 vitórias, 17 empates e 15 derrotas, com um aproveitamento de 62% dos pontos disputados. Mesmo assim, Vicente Matheus não demonstrava entusiasmo com os resultados. Em 1976, após uma derrota de 1×0 para o São Bento, de Sorocaba, pelo Paulistão, Milton Buzetto foi demitido do Corinthians, e foi substituído pelo treinador argentino Filpo Núñez (ex-treinador do São Bento). Em 1982 foi citado no escândalo da Máfia da Loteria Esportiva.
Encerrou a carreira de treinador em 2001, comandando o Jabaquara.

## Morte
Já enfrentava problemas de saúde nos últimos anos, devido às complicações vasculares. Havia amputado uma das pernas. Morreu em Piracicaba no dia 17 de setembro de 2018, aos 80 anos.

## Títulos
Juventus-SP
- Torneio Paulistinha - Troféu Paulo Machado de Carvalho (1971)

- Torneio do Japão - Asahi International Soccer Tournament (1974)

Mixto-MT
- Campeonato Mato-Grossense (1979)[11]

Comercial-MS
- Campeonato Sul-Mato-Grossense (1985)[12]